# HP OpenView
HP OpenView ist ein Softwareportfolio von Hewlett Packard Enterprise zum Verwalten und Überwachen der IT-Infrastruktur großer Unternehmen. Dazu gehören u. a. auch Lösungen für die zentrale Verteilung von Software auf Clients und Servern. Seit 2008 heißt das Softwarepaket HP Service Activator (HPSA).

## Einzelmodule
OpenView deckt verschiedene Bereiche des IT-Managements ab und besteht aus einer Reihe integrierter Module:

### Network Node Manager iSeries (NNMi)
für das Netzwerkmanagement.
Der NNMi ist derzeit in der Version 9.20 (Stand Oktober 2012) erhältlich. Es gibt zwei Ausführungen: Die Standard- und die Advanced Edition. Beide Versionen werden nach der Anzahl der zu überwachenden Knoten lizenziert. Der NNMi dient zur SNMP-Überwachung der IP-Ebene von Netzwerkkomponenten. Dies sind typischerweise Switches, Router und Firewalls. In der Standard und Advanced Edition ist mit Layer2-Management ein Blick eine OSI-Schicht tiefer möglich.  Es können weitere Smart Plugins (iSPIs) für die Überwachung von Routing-Protokollen, IP-Telefonie,  Multicasting usw. integriert werden. Neben der grafischen Darstellung der Knoten gibt es einen Incident Browser, in dem Incident und SNMP-Traps angezeigt werden. Durch das Verknüpfen mit Skripten können ereignisabhängig Aktionen ausgelöst werden.
Neben dem Überwachen der Erreichbarkeit der Netzwerkkomponenten werden typischerweise Bandbreitenkapazitäten, der Status von Interfaces, Leitungsfehler, Router-CPUs und Backups überwacht.

### OpenView Operations
für Applikations- und Systemmanagement. Von einem Management-Server aus können zentral gesteuert z. B. Monitor-Skripte an die Agenten auf den einzelnen Systemen verteilt werden, welche Meldungen über den System- und Applikationsstatus an den Management-Server melden. Über eine GUI können Administratoren diese Meldungen ansehen und ggf. hinterlegte Aktionen starten.

#### Operation Manager for Unix (OMU) ehemals: OpenView Operations for Unix (OVOU)
Seit der Version 8 sind in OVOU Agenten enthalten, die über HTTPS verschlüsselt mit dem Management-Server kommunizieren.

### Service Desk (SD)
für IT Service Management nach ITIL für Asset Management und Identity Management.

### ServiceCenter (SC) / Service Manager (SM)
für IT Service Management nach ITIL
Das Produkt wurde nach Übernahme der Firma Peregrine Systems Inc. (im Dezember 2005) in HP OV integriert. Die 6.x-Serie ist die erste Ausgabe von ServiceCenter unter HP-Flagge.
Im Dezember 2008 ist die neuste Version von HP OpenView ServiceCenter (ehem. Peregrine ServiceCenter / bekannt als "PSC") 7.x erschienen.
Ab Version 7.x heißt die OpenView Software nun "Service Manager" und wird als solches auch vertrieben.

### AssetCenter (AC)
für Asset Management

### Business Process Insight
für Business Service Management zur Adressierung einer IT-Governance-Strategie.

### Data Protector
für Datensicherung, sowohl lokal, als auch über LAN oder SAN. Es sind Plug-Ins für einige Applikationen (z. B. SAP), Datenbanken (z. B. Oracle und DB2) und Disk Arrays (z. B. Symmetrix, HP XP) verfügbar, um ein integriertes Hot-Backup ausführen zu können. Bis inklusive Version 4.1 hieß das Produkt OmniBack, zuvor Apollo.

### Performance Agent (HPPA, ehemals OVPA)
zum Sammeln von Performance-Daten wie Speicherbelegung, Festplattendurchsatz, CPU-Auslastung.

### Performance Manager (HPPM, vormals OVPM)
zum Echtzeit-Auswerten von Performance-Daten, die vom Performance-Agent gewonnen wurden, z. B. durch grafische Darstellung historischer Daten.

### Reporter (HPR, vormals OVR)
Sammelt Performance- und Verfügbarkeitsdaten, die typischerweise durch den HP Performance-Agenten gesammelt werden, in einer Datenbank und erstellt z. B. monatliche Performance-Reports daraus.

### HP OpenView Smart Plug-ins (SPIs)
Anwendungsspezifische Erweiterungen der Monitoring/Reporting-Agenten
- HP OpenView SPI for BEA Tuxedo
- HP OpenView SPI for BEA WebLogic
- HP OpenView SPI for BEA WebLogic Integration
- HP OpenView SPI for BlackBerry Enterprise Server (BES)
- HP OpenView SPI for Citrix
- HP OpenView SPI for Databases (Oracle, Microsoft SQL Server, Sybase, and Informix)
- HP OpenView SPI for Documentum
- HP OpenView SPI for IBM DB2
- HP OpenView SPI for IBM WebSphere Application Server
- HP OpenView SPI for Lotus Domino/Notes
- HP OpenView SPI for Microsoft Exchange
- HP OpenView SPI for Microsoft Windows
- HP OpenView SPI for MySQL Databases
- HP OpenView SPI for OpenVMS
- HP OpenView SPI for Oracle Application Server
- HP OpenView SPI for PeopleSoft
- HP OpenView SPI for Remedy ARS Integration
- HP OpenView SPI for SAP
- HP OpenView SPI for Dollar Universe
- HP OpenView SPI for Siebel
- HP OpenView SPI for Storage Area Manager
- HP OpenView SPI for Terminal Server
- HP OpenView SPI for TIBCO
- HP OpenView SPI for UNIX OS
- HP OpenView SPI for Web Servers
- HP OpenView SPI for VMware

## Besonderheiten
Anders als etwa Microsofts SMS ist OpenView auch geeignet, um sehr heterogene IT-Landschaften mit Linux, UNIX, Mainframes und Microsoft Windows zu verwalten.